# Норов, Роман Иванович
Роман Иванович Норов (1898, Николаев, Херсонская губерния, Российская империя (ныне — Николаевская область, Украина) — 1942, Николаев, СССР) — советский футболист, вратарь. Чемпион СССР 1924 года в составе сборной Харькова. Участник Гражданской войны, участник ВОВ.

## Игровая карьера
В футбол начал играть в 1913 году в Николаевских командах, одной из которых был «Унион». В 1917 году девятнадцатилетним уже защищал ворота сборной города. В 1922 году в составе сборной играл в полуфинале чемпионата Украины против команды «Штурм» (Харьков) (0:4). В следующем году Норов переехал для учёбы в Харьков, где играл уже за сам «Штурм».
В 1924 году в составе сборной команды города Харькова стал чемпионом СССР. Играл в финальном матче против сборной Ленинграда. В 1923—1924 годах привлекался к матчам сборной СССР, в 1925 году выезжал на игры в Турцию. Защищал ворота сборной Украины в матчах с командами Москвы и РСФСР на Всесоюзной спартакиаде 1928 года.
Закончив футбольную карьеру, Норов освоил профессию гравёра. Долгое время работал на одном из предприятий Харькова, играл в заводской команде.

## Смерть
Во время Великой Отечественной войны был направлен в родной Николаев для подпольной работы. Расстрелян[кем?] в 1942 году.

## Достижения
- Чемпион СССР (1): 1924